# Favila de Asturias
Favila o Fáfila de Asturias (m. Llueves, Cangas de Onís, 739) fue el segundo monarca del reino de Asturias, elegido tras la muerte de su padre, don Pelayo, para ocupar el trono asturiano. Tomó el nombre de su abuelo paterno el duque Favila.

## Biografía
Hijo de don Pelayo, también conocido por el nombre de Fáfila, gobernó «dos años, siete meses y diez días» desde 737 hasta 739. Según la Crónica rotense, Favila murió prematura y accidentalmente debido a un enfrentamiento con un oso durante una cacería. Es posible que la muerte del rey Favila fuese un asesinato político, como hubo otros en este reino más adelante. También se especula con que la lucha con el oso fuera una especie de rito de virilidad, una de las pruebas de valor normalmente exigidas a la nobleza de la época. Fue un gran amante de las cacerías, lo cual hace más verosímil la historia que dice fue despedazado por un oso al que irritó imprudentemente. Descuidó los asuntos de Estado al no ser importunado por los árabes que guerreaban por entonces en Francia y así lo refleja la Crónica sebastianense que dice que Favila «no hizo nada digno de la historia».
La elección de sucesor recayó en el que reinaría como Alfonso I de Asturias, casado con Ermesinda o Hermenesinda, hermana de Favila, hija de don Pelayo y de la reina Gaudiosa. Situación semejante se produciría con la caída de la dinastía astur-leonesa, con la desaparición de su último rey Bermudo III de León, sustituida por la dinastía Jimena de Pamplona, por derecho filial hereditario a través de matrimonio con la hermana del fallecido monarca.

## Sepultura
Después de su defunción, el cadáver del rey Favila, según refiere el cronista Ambrosio de Morales, recibió sepultura en la iglesia de la Santa Cruz de Cangas de Onís que el monarca había ordenado erigir junto con su esposa, la reina Froiluba. Según las Crónicas asturianas, hubo una lápida, no coetánea, con la siguiente inscripción:

Sea agradable a Cristo esta iglesia por el trofeo de la cruz, la cual su siervo Favila edificó con probada fe, con Froileva su mujer y sus hijos, los cuales, por tu merecimiento, oh Cristo, tengan cumplida gracia y después de esta vida misericordia eterna.

En la misma iglesia, según refiere Morales, recibió sepultura su esposa la reina Froiluba, aunque los restos mortales de ambos cónyuges no se conservan en la actualidad.
| Predecesor: Don Pelayo | Rey de Asturias 737-739 | Sucesor: Alfonso I de Asturias |